# Elbasanski distrikt
Elbasanski distrikt (albanski: Rrethi i Elbasanit) je jedan od 36 distrikata u Albaniji, dio Elbasanskog okruga. Po procjeni iz 2004. ima oko 224.000 stanovnika, a pokriva područje od 1.290 km². 
Nalazi se u središnjem dijelu zemlje, a sjedište mu je grad Elbasan. Distrikt se sastoji od sljedećih općina:
- Belsh
- Bradashesh
- Cërrik
- Elbasan
- Fierzë
- Funarë
- Gjergjan
- Gjinar
- Gostimë
- Gracen
- Grekan
- Kajan
- Klos
- Labinot-Fushë
- Labinot-Mal
- Mollas
- Papër
- Rrasë
- Shalës
- Shirgjan
- Shushicë
- Tregan
- Zavalinë